# Strada europea E101
La strada europea E101  è una strada di classe A, con andamento Nord-Sud.
In particolare la E101 collega le capitali di Russia ed Ucraina, 
con un percorso lungo 850 km.

## Percorso

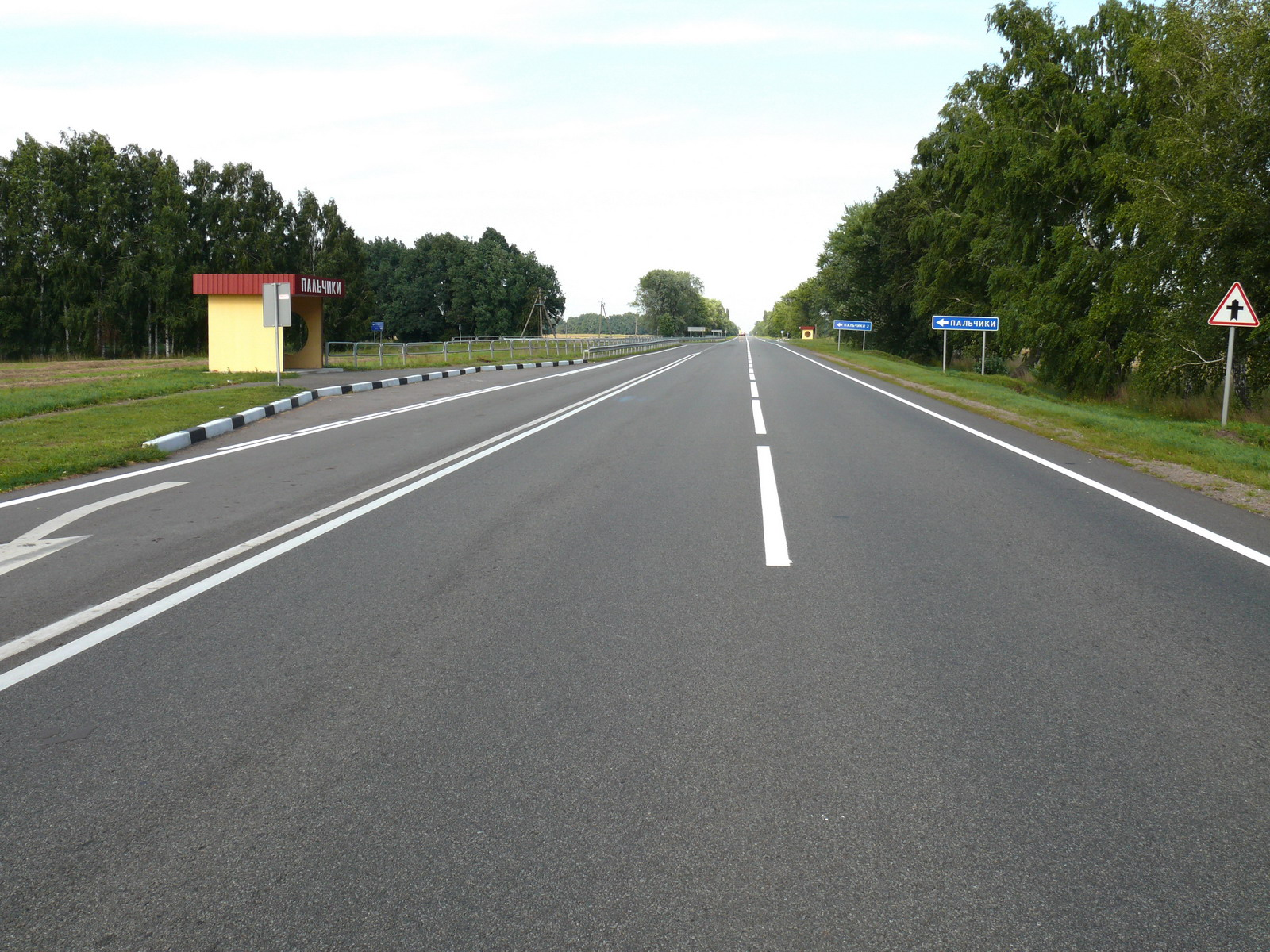
E101 all’altezza di Baturyn, in Ucraina

La strada segue il tracciato della M3 in territorio russo e le M02 ed M01 in Ucraina. Di seguito sono riportate le principali località toccate.

### Russia
- Kaluga;
- Brjansk;
- Sevsk (intersezione con la E391).

### Ucraina
- Bachevsk;
- Hluchiv (intersezione con la E391);
- Kopti (intersezione con la E95);